# Faisal Rashid
Faisal Rashid  est un homme politique du Parti travailliste né le 6 septembre 1972. Il est député de Warrington South  de 2017  à 2019. En décembre 2020, il est sélectionné comme candidat du Parti travailliste pour Rixton et Woolston aux élections du conseil d'arrondissement de Warrington en mai 2021 .

## Biographie
Rashid fait ses études au Collège national d'administration des affaires et d'économie de Lahore . Il travaille comme manager chez HBOS et NatWest Bank.
Il est maire de Warrington en 2016 .
Il siège au comité parlementaire spécial du commerce international et aux comités sur le contrôle des exportations d'armes .
Il soutient un deuxième référendum sur l'adhésion de la Grande-Bretagne à l'UE et aurait fait campagne pour rester au sein de l'UE .
Il perd son siège aux élections générales de 2019 au profit du candidat conservateur Andy Carter .
Après son départ du Parlement, Rashid créé une société financière, Westminster Finance Limited .